# Pomidor (gra)
Pomidor – popularna gra dziecięca, znana jako gra w pomidora. Biorą w niej udział co najmniej 2 osoby. Spośród wszystkich grających wybierana jest jedna – zwana pomidorem – której pozostali zadają pytania, próbując ją rozśmieszyć. Pomidor musi na wszystkie pytania odpowiadać pomidor. Gra kończy się, gdy pomidor pomyli się, zaśmieje się lub pozostali uczestnicy poddadzą się.
W innej odmianie gry pomidor zadaje pytania pozostałym uczestnikom, którzy muszą zawsze odpowiadać pomidor. Jeśli ktoś się pomyli lub zaśmieje, daje pomidorowi jakiś fant. Na końcu gry wszyscy uczestnicy wykupują swoje fanty w zamian za wykonanie jakiegoś zadania, np. zaśpiewanie piosenki lub wykonanie prostych ćwiczeń gimnastycznych.
Na tej grze opierał się teleturniej o nazwie gry emitowany w latach 90. XX wieku w TVP1.